# Magħtab
Magħtab è una borgata, composta da case sparse e una chiesa, che si trova sul territorio del comune di Naxxar sull'isola di Malta. In contrada Ghallis, affacciata sulla costa del canale di Malta, si trova una torre costiera del XVII secolo mentre nella parte meridionale sono presenti capannoni ad indirizzo artigianale, fattorie dedite all'allevamento ed una cava a cielo aperto. Nel 2011 Magħtab è stato scelto come sito per la prevista costruzione della sottostazione elettrica terminale dell'elettrodotto Italia-Malta.

## Discarica
La località è conosciuta nelle isole maltesi in quanto sul suo territorio insiste la più grande discarica di rifiuti di Malta. La discarica è stata chiusa dal 30 aprile 2004 per un breve periodo per essere adeguata alla normativa europea. Dopo essere stata in parte bonificata la discarica è stata riaperta solo parzialmente.